# Jean-Bernard de Guchteneere
Jean Bernard de Guchteneere (Boekhoute, 25 oktober 1758 – Brussel, 31 maart 1834) was een Belgisch magistraat en senator.

## Biografie
Jean de Guchteneere was een zoon van François De Guchteneere, baljuw van Boechoute, en Marie Jacqueline De Boes. Hij trouwde met Marie-Jeanne van Steynemeulen (1768-1844) en ze kregen vier kinderen. De familie doofde uit in 1876.
Als licentiaat in de rechten werd hij advocaat in Gent en bij de Grote Raad van Mechelen. In 1792 werd hij door gouverneur-generaal Maria Christina benoemd tot raadsheer en rekwestmeester in de Grote Raad, een ambt dat indien nodig verhief tot erfelijke adel.
In de revolutietijd bleef hij onzichtbaar. In 1802-1803 was hij plaatsvervangend rechter in Eeklo en in 1803-1804 voorzitter van die rechtbank. Nadien leek hij weer verdwenen. Vanaf 1814 nam zijn carrière een nieuwe wending:
- van 1817 tot 1831 was hij Kamervoorzitter in het Hoog Gerechtshof in Brussel,
- in oktober 1832 wilde men hem tot raadsheer benoemen in het Hof van Cassatie, maar hij weigerde en verkreeg dat zijn zoon, advocaat-generaal in Gent, in zijn plaats werd benoemd.

In 1823 werd hij, onder het Verenigd Koninkrijk der Nederlanden, erkend in de erfelijke adel, met de titel ridder overdraagbaar bij eerstgeboorte.
In september 1831 werd hij unionistisch senator voor het arrondissement Kortrijk. Hij bekleedde dit mandaat tot aan zijn dood, twee en een half jaar later.